# Caciocavallo silano
Pour le fromage générique, voir Caciocavallo.
Le Caciocavallo silano est le nom donné à un fromage traditionnel à base de lait de vache, à pâte filée semi-dure, provenant des régions du Mezzogiorno.
Connu depuis l'époque de la Grande-Grèce, sa consommation s'est développée au cours des siècles principalement sur les marchés méridionaux.
Depuis le 1er juillet 1996, la dénomination Caciocavallo silano est protégée au niveau européen par une appellation d'origine protégée (AOP). L'adjectif silano rappelle l'aire géographique du plateau de la Sila.

## Fabrication et caractéristiques
Sa production commence avec la coagulation du lait frais à une température de 36-38 °C, en employant la présure de veau ou de cabri. La phase de mûrissement consiste à laisser fermenter le lait et dure entre 4 et 10 heures. La fermentation se termine lorsque la pâte est bonne à être filée. Après suit une opération bien caractéristique qui consiste à utiliser une espèce de cordon pour modeler le fromage jusqu'à ce qu’il atteigne sa forme définitive, une forme ovale ou en cône tronqué, avec ou sans tête, présentant des cavités.
Son poids varie entre 1 et 2,5 kg. Sa croûte est lisse et striée de marques jaune paille (paglierino) ; elle peut manifester la présence de légères craquelures dues au cordon. La pâte se présente homogène ou avec de très légères zones de couleur blanche ou jaune. La saveur est initialement douce, mais peut devenir piquante à fermentation avancée.
Le Caciocavallo silano peut être consommé comme fromage de table ou utilisé comme ingrédient pour des plats typiques d’Italie méridionale.